# Anhangá
Anhangá ou Anhanga (tupi: Ahiag̃; maué: Anhang, "espírito"), é uma figura presente na cosmovisão de diversos povos originários do Brasil  e literatura indianista.

## Na cultura tupi
O Anhangá, comumente retratado como um cervídeo branco, de porte atroz e olhos vermelhos de fogo, reconhecido pelos Tupi como o protetor da caça e da pesca na região do Vale do Anhangabaú. Foi associado pelos colonizadores portugueses à figura do diabo para fins catequéticos.

## Na cultura tupinambá
Os tupinambás acreditavam que o Anhangá poderia assumir muitas formas diferentes. Apesar de ter considerado maior ameaça para os mortos, seria visto com frequência e mesmo os vivos podiam ter corpo e alma punidos. A mera lembrança dos sofrimentos impostos pelos anhangás bastava para atormentá-los. Os tupinambás afirmavam temer esse espírito maligno mais do que qualquer outra coisa. Esse espírito foi uma das maiores preocupações ao preparar os mortos para a viagem a Guajupiá. Ofereciam-se oferendas de comida e mantinham uma fogueira para aquecer o corpo. Comida era oferecida tanto para sustentar os mortos quanto para que o Anhangá consumisse a comida ao invés do morto. O fogo tinha como objetivo fornecer calor e proteção aos mortos, mantendo o Anhangá afastado. Os vivos também encorajaram os mortos, incentivando seus falecidos pais e avós, já em Guajupiá a não deixarem seus fogos se apagarem.

## Na cultura Mawé

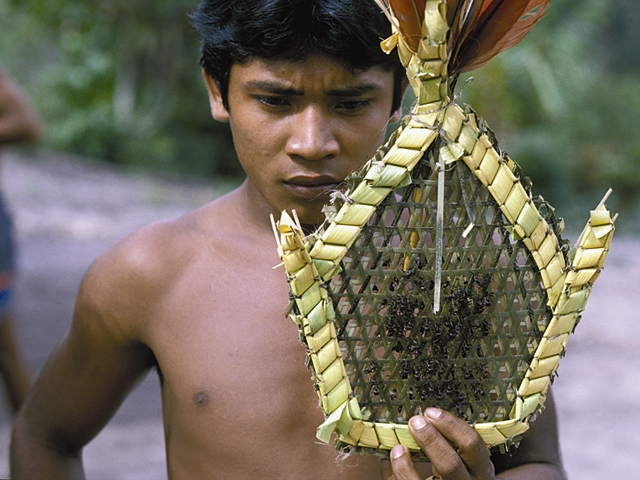
Jovem sataré-mawé com instrumento de ritual de passagem.

Para os Mawés, Anhangás são retratados como uns dos vários demônios seguidores de Yurupari (Jurupari). Essas criaturas são conhecidas e temidas por se transformar em diversas formas para enganar as pessoas, amaldiçoá-las, possuí-las, sequestrá-las, matá-las e comê-las. Anhangá não sabe nadar ou tem medo de entrar na água por medo do Sukuyu'wera, espírito protetor das águas, seu inimigo.

## Protetor dos animais

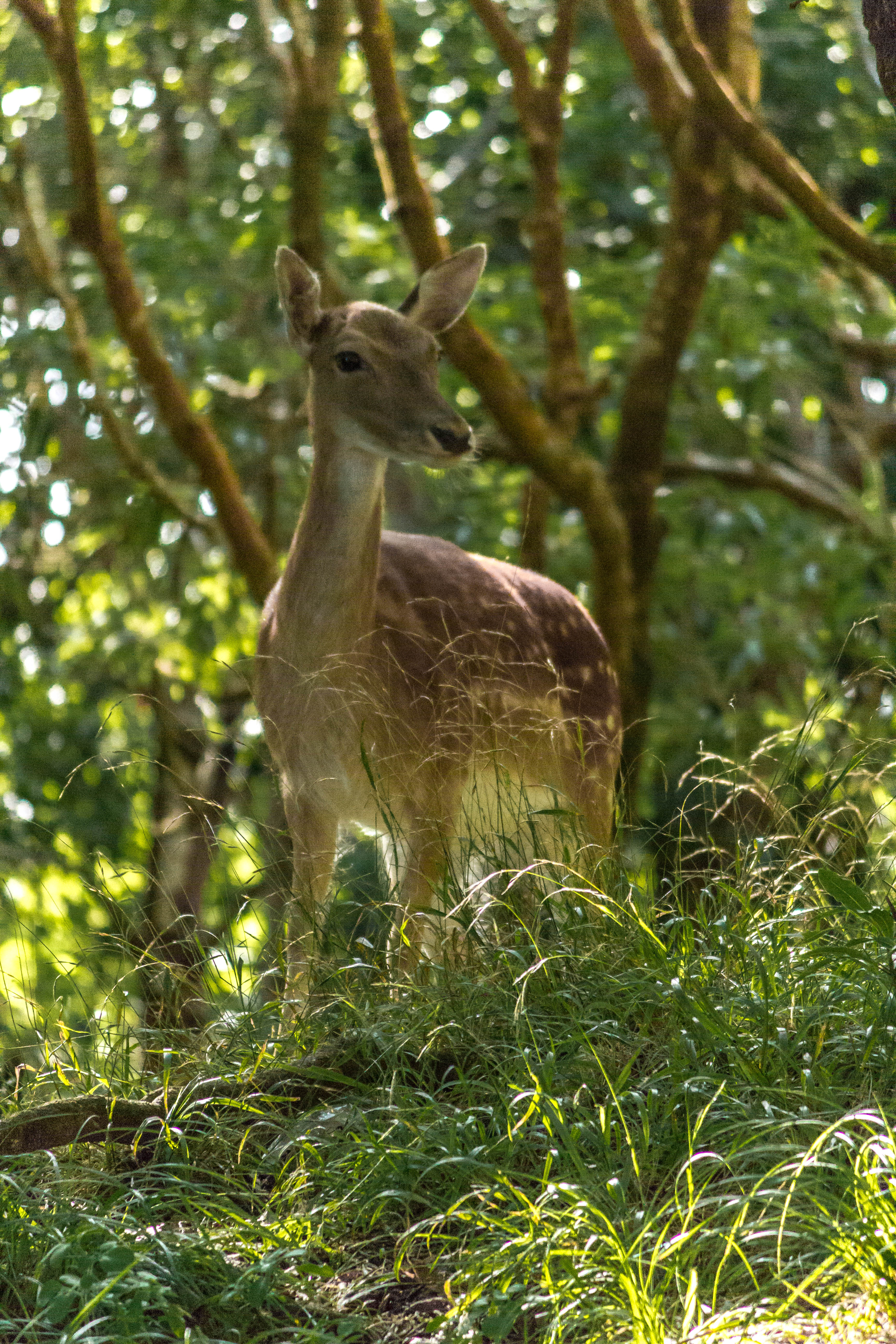
Animal presente em contos que apresentam Anhangá como protetor.

Anhanga é descrito como “gênio da floresta protetor da fauna e da flora na mitologia tupi”, que “[...] não devora nem mata. Vinga os animais vitimados pela insaciabilidade dos caçadores”.
Há descrições de que assume a forma de um veado branco com olhos de fogo e é o protetor da caça nas florestas, protegendo os animais contra os caçadores, sobretudo fêmeas com filhotes. Quando a caça conseguia fugir, os indígenas diziam que Anhangá a havia protegido e ajudado a escapar.
O Anhanga é um mito de confusão verbal. O Anhanga que sacudia de pavor a selvagem era o Anga, a alma errante, o fantasma, o espírito dos mortos. Apavorador. Não tinha corporificação. Era a coisa-má, o medo informe, convulso, prendendo os tímidos dentro das ocas ao calor do fogo, cercado pela noite escura dos trópicos. O Anhanga dos olhos de fogo e com o corpo de veado seria o nume protetor da espécie, convenção totêmica, superstição regional dos tupis, pois não se transmitiu aos outros indígenas e, passando para os mestiços, já perdera a função de padroeiro da caça de campo. [....] é de lógica pensar que o mito inicial, o ur-mythus, seria apenas Anga, a alma sem corpo, espalhando medo.

## Tonicidade
Quanto a pronúncia variável:

Machado de Assis, em Americanas, alerta para o fato de que segue a prosódia oxítona por ser a de uso corrente e comum na poesia, mas que a verdadeira pronúncia do vocábulo seria a paroxítona. [...] A pronúncia original parecer ter sido a paroxítona [anhanga], mas anhangá começa a ocorrer desde o século XVII, sendo mais empregada na poesia.

## Colonialismo, Sincretismo e Indianismo

### No missionarismo jesuíta
O missionário José de Anchieta, nos seus auto Tupi-Medieval dá o nome Anhangupiara, palavra criada a partir da aglutinação dos substantivos anhangá e jupiara, a um anjo, cujo significado na tradução latinizante do tupi anchietano seria inimigo dos anhangás.
Outro jesuíta, António Vieira, descreveu “Añangá” no Sermão das Incontinências, como entidade dúplice cultuada pelos indígenas.

#### Falso cognato banto
Outra hibridização ocorreu com o banto:
O substantivo caça em imbundo é n’hanga e caçador é ri-nhanga. Sendo Anhanga um mito de caça, é natural que os negros caçadores o conhecessem no Brasil, assimilando-o aos vocábulos quase homófonos de seu idioma.

### Na literatura moderna e missionarismo contemporâneo
Anhangá é presente nas obras indianistas do romanticista brasileiro Gonçalves Dias. Em "O Canto do Piaga" e "Deprecação" Anhangá é caracterizado como entidade cruel e impiedosa, aliado dos colonizadores. Em "Caramuru", o autor apresenta Anhangá ou Anhangás tomando papel de demônios, assim como apresenta Tupã com papel de criador, na criação de um mito colonialista paralelo ao mito de criação da doutrina católica.
Igrejas neopentecostais com forte presença em comunidades mawés fazem a releitura do Anhangá como anúncio do mal e manifestação demoníaca, a ser combatido por orações e cantos.

## Nos Dias de Hoje
Atualmente, o mito do Anhangá, também associado ao Curupira, Caiçara, Caapora, Pai do Mato, Mãe do Mato, Caipora e outras entidades protetoras das matas, continua a desempenhar um papel significativo na cultura brasileira, especialmente na preservação da natureza, celebrado em 17 de julho como parte do calendário oficial do Ministério do Meio Ambiente e chama atenção para necessidade de preservação, busca conscientizar sobre a importância da preservação ambiental e do convívio harmonioso entre a natureza e a vida urbana, bem como celebrar a memória de Chico Mendes e da missionária Dorothy Satng.
Nesse contexto, o Anhangá é lembrado como guardião das florestas em ambientes urbanos em atividades escolares e pequenas festividades em todo territorio nacional, promovendo a consciência ambiental em várias cidades brasileiras. 
Em São Paulo o dia do Anhangá é celebrado junto à estátua no Horto Florestal e no Vale do Anhnagabaú por grupos de artistas e intelectuais que buscam promover a conscientização ambiental. 
Assim, a figura do Anhangá transcende o aspecto mitológico e assume um papel importante na promoção do equilíbrio sustentável entre o meio ambiente e a vida urbana.

## Uso na Ciência taxonômica
A espécie de peixe Bryconamericus agna foi assim nomeada em alusão à Anhangá, cujo neologismo remete à entidade demoníaca.
"Etymology: The specific epithet refers to the tupí-guaraní word añá which means devil."